# 喀什米爾門站
喀什米爾門站（英語：Kashmere Gate metro station，印地语：कश्मीरी गेट）是德里地铁红线、德里地铁黄线和德里地铁紫线的換乘站，位于并服务德里具历史性的老城门克什米尔门所在的区域，是印度最繁忙的地铁站。车站于2002年12月25日被命名。
喀什米爾門站目前是德里地铁内最大的地铁站，面积约1万1000平方米（11万8400平方英尺），也是印度唯一的3线换乘地铁站。

## 设施
此站总共有6层。站内设有餐厅、快餐店、麦当劳、汉堡王、自动售货机、3个厕所、超过35个自动扶梯、售票机等设施。